# إبراهيم بن عبد العزيز السويح
هو القاضي إبراهيم بن عبد العزيز بن إبراهيم السويح النجدي، ولد في (روضة سدير) في 25/7/1327هـ
نشأ الشيخ في بيت علم ودين فقد كان أبوه الشيخ عبد العزيز بن إبراهيم السويح من أهل العلم المشهود لهم بالعلم والفضل بين أهل المنطقة.
تعلم الشيخ إبراهيم في (روضة سدير) القرآن الكريم ومبادئ القراءة والكتابة، وقد تعلم القرآن على الشيخ عبد الله بن فنتوخ، وأتم حفظ القرآن وله من العمر تسع سنين.

## طلبه للعلم
قرأ الشيخ على بعض علماء بلدته، ثم رحل إلى المجمعة للقراءة على بعض مشايخها ومنهم الشيخ أحمد بن إبراهيم بن عيسى، والشيخ عبد الله بن عبد العزيز العنقري.
ثم رحل إلى الرياض وفيها قرأ على الشيخ محمد بن إبراهيم في نحو سبع سنين، وأخذ أيضاً عن الشيخ محمد بن عبد اللطيف آل الشيخ والشيخ صالح آل الشيخ والشيخ عبد الله بن محمد بن حميد.
وأخذ كذلك عن الشيخ ابن سليم في القصيم، والشيخ ابن زاحم والشيخ ابن يوسف وغيرهم.
في عام 1353هـ دخل المعهد العلمي السعودي وأخذ من مبادئ دروسه المقرره.
وقد رحل الشيخ إلى الحجاز وجاور مكة وأخذ من مشاهير علمائها ومنهم الشيخ عبدالعزيز بن مانع والشيخ محمد عبد الرزاق حمزة.
قال القاضي في كتابه [الروضة]: (وجد في الطلب وثابر حتى أدرك إدراكاً تاماً في الأصول والفروع, وفي الحديث ومصطلحه, وعلوم العربية، وكان واعي القلب, نبيهاً قوي الحفظ والذاكرة، انتدبه شيخه محمد بن مانع مرشداً لليمن ((جازان)) وشمال الحجاز مراراً ثم تعين قاضياً في اليمن زمناً طويلاً ودرس فيها وأحبه أهلها ثم نُقل إلى المقاطعة الشمالية فسدد في أقضيته ثم انفرد بقضاء تبوك وجلس للطلبة والتف إلى حلقته طلبة لا نعرفهم لأنهم أجانب منا. وقال العلامة حمد بن جاسر في رحلته إلى تبوك: وكنت قد عرفت الشيخ إبراهيم السويح في مكة عشر الستين, وقد أصبح الآن قاضياً في هذه البلدة. وكان الشيخ ذا علم ثاقب وبصيرة نافذة واطلاع واسع، وكان يهتم بأمر المسلمين حتى أنه كانت تصله المجلات مثل: (أم القرى وأم درمان) وغيرهما، ولم تكن تصل لكل أحد في ذلك الزمان).

## أخلاقه ومآثره
قال الشيخ القاضي في كتابه [الروضة]: (وكان حسن التعليم وعلى جانب كبير من الأخلاق العالية الحميدة, حلو الشمائل مجالسه ممتعة مكباً على المطالعة ومحباً للبحث بتواضع وكان مع انشغاله بأعمال القضاء، داعية خير ورشد في المساجد والمجتمعات وعنده غيرة متى انتهكت المحارم، ولمواعظه وقع في القلوب وتدخل في المسامع قبل الآذان، ومن قرأ كتابه تبين له سعة اطلاعه، وأثنى عليه شيخنا محمد بن مانع).
وقال صاحب كتاب [السابلة]: (كان من أصحابي وجلسائي بمكة قبل توليه القضاء في العلا وتبوك, وكان فقيهاً نبيهاً، أديباً أريباً، ماهراً في كل ذلك شاعراً، له أخلاق فاضلة، لا يمل حديثه, مبتسماً ضاحكاً، منير الوجه، ذا سكينة ووقار، وأشعاره متوسطة، وقلمه سيال، كثير البحث والمطالعة، لا يمل ولا يفتر، ذكي جداً، قوي الحافظة.
ومن قصصه في صغره بعد وفاة أبيه أنه ذات مرة أكب على قراءة كتاب من كتب أبيه التي خلفها وسهر في الليل وكانت جدته من قبل أبيه تهتم به وتراقبه دوماً، ومن حرصها عليه أنها كانت تحب نومه مبكراً فتطفئ السراج أحيناً حتى ينام، وفي ليلة من الليالي أطفأت السراج عليه وهو يقرأ، وكانت ليلة مقمرة، فبعد ما ذهبت جدته، صعد إلى السطح ليكمل بقية الكتاب على ضوء القمر, فلما فقدته بحثت عنه فوجدته في سطح الدار قد غلبه النوم فنام وكتابه بين يديه، فما كان من الجدة إلا أن ألقت عليه لحافاً وتركته ولم توقظه خشية أن يقوم فيتابع السهر بالقراءة.
وكان الشيخ إبراهيم السويح شاعراً يجيد نظم الشعر الفصيح والنبطي، وقد نظم أبياتاً بالعربية الفصحى يرد بها على القصيمي سجلها في آخر كتابه ((بيان الهدى من الضلال في الرد على صاحب الأغلال))، وقد بلغت نحو ثلاث وثمانين بيتاً.

## أعماله
تقلد الشيخ أعمالاً كثيرة ولكن من أهمها توليه القضاء في تبوك بأمر ملكي ورئاسته محاكم المقاطعة الشمالية (في العلا وتبوك وملحقاتها).

## مؤلفاته
- بيان الهدى من الضلال في الرد على صاحب الأغلال: وهو كتاب في الرد على عبد الله القصيمي في مجلدين ضخمين طُبعا في المطبعة السلفية بمصر عام 1368هـ. وللشيخ رد على الرافضة، توفي قبل إتمامه.
- الرد على الحصني.
- كشف البهتان.[3]

## وفاته
قال الشيخ العثيمين: (أصيب في آخر عمره بداء الاستسقاء فدخل المستشفى اللبناني في جدة فلم يقدر له الشفاء وكانت وفاته رحمه الله في آخر رمضان من عام 1369هـ).
وقد كانت وفاته بمكة وصلي عليه بالمسجد الحرام، وصدر أمر ملكي بإقامة صلاة الغائب عليه في أنحاء المملكة لما للشيخ من أيادي بيضاء في الإسلام والدعوة إليه.

## انظر ايضًا
- محمد عبد الرزاق حمزة